# Geurhinder
Geurhinder kan optreden door langdurige blootstelling aan een geur of (kortdurende) blootstelling aan onaangename geuren (ook wel stank).

## Definitie van geurhinder
Alhoewel geurhinder taalkundig gezien moet worden gedefinieerd als hinder door geur, worden specifieke definities gebruikt bij het in kaart brengen van de mate van geurhinder in Nederland. Het begrip geurhinder wordt door het CBS gedefinieerd als het percentage respondenten dat in een Telefonisch Leefbaarheids Onderzoek (TLO) aangeeft 'soms' of 'vaak' last te hebben van geur. Door deze definitie heeft geurhinder meer met frequentie van waarnemen te maken dan met daadwerkelijk ondervonden overlast. In hetzelfde TLO wordt echter ook de mate van ernstige geurhinder in kaart gebracht, wat weer wel inzicht geeft in de ondervonden overlast. Hierdoor ontstaat vaak verwarring tussen de twee begrippen.